# 真仲涼音
真仲 涼音（まなか すずね、1993年1月7日 - ）は、日本のAV女優。LINX所属。

## 略歴・人物
千葉県出身。趣味・特技はポケモンGO。
2021年5月、マドンナ専属女優の「奈津音秋帆（なつね あきほ）」としてAVデビュー。所属事務所はネオプロダクション。
専属での出演は1作品のみで以降は企画単体女優となるが、間もなく活動を休止。
2022年2月1日よりLINX所属の「真仲涼音」として活動を開始。

## 出演作品

### アダルトDVD
「奈津音秋帆」名義
- 脱いだら凄い生保レディーのKカップ人妻 奈津音秋帆 32歳 休日出勤と旦那に嘘をついてAVデビュー!!（5月25日、マドンナ）
- Kカップの衝撃! 豊満な人妻塾講師が欲求不満を爆発させてAVデビュー!!（6月1日、Fitch）※「あきほ」名義
- この女体で好き放題射精したいー。 112cm Kcup 某大学病院 眼科医 秋帆(32)（6月13日、E-BODY）※「秋帆」名義
- 視線を感じるだけで濡れちゃうバスト110cmKカップヒップ100cm爆乳爆尻むっつりどすけべ奥さん「えっちな妄想が止まらないんです…」超肉感ボディでびんびんチ○ポをヌきまくり!! あきほさん34さい（9月9日、コスモス映像）※「あきほ」名義

- ホイホイワイフ 1 〜試しに「レンタル奥様」ってやつを呼んでみた。〜 素人ホイホイ・個人撮影・素人・人妻・若妻・恵体・巨乳・巨尻・中出し（2月22日、素人ホイホイ）※「あきほ」名義　他出演:つかさ、カンナ、ゆみか

「真仲涼音」名義
- 滴る汗で爆乳を揉みしだき レ○プ監禁された隣人妻（4月19日、ドグマ）
- Kカップ爆乳人妻 まだ女と男でいたい2人のW不倫記録 涼音(32歳)（5月3日、エマニエル）※「涼音」名義
- Kカップの中小機器メーカー事務員 仁美（5月3日、キチックス）※「仁美」名義
- 関東人妻調教サークル 涼音(35歳)（5月12日、センタービレッジ）
- 巨乳人妻温泉デート パイパン子持ち人妻柔らかKカップ真奈美32歳（66月10日、ま○こ銀行）※「真奈美」名義
- 爆乳の変態痴女ナースが大人しそうな患者を狙って夜な夜な徘徊ザーメン搾り取り（8月11日、ヒビノ）
- 素人わけあり熟女生中出し 真仲涼音 45歳 河原に投げ捨てられたエロ本の中の四十路の熟女 天性のマシュマロ熟巨乳…（8月11日、プラム）

### ネット配信
「奈津音秋帆」名義
- あきほ（2021年11月15日、素人ホイホイ）